# Henric Gockinga (1686-1727)
Henric Gockinga (Groningen, 8 juli 1686 - aldaar, 15 februari of 16 februari 1727) was een Nederlandse politicus.

## Leven en werk
Gockinga werd op donderdag 8 juli 1686 aan de Vismarkt te Groningen geboren als zoon van Scato Gockinga en van Anna Cluivinge. Hij werd een dag  later gedoopt in de Martinikerk aldaar. Zijn vader was drost van de Oldambten, lid van de Staten Generaal en van de Raad van State en raadsheer van Groningen. Zijn moeder was een dochter van de burgemeester van Groningen, Hendrik Cluivinge (ook Cluvinge). Gockinga trouwde op 5 januari 1710 te Groningen met Tateke Helena Sichterman, dochter van overste-luitenant Harmen Sichterman. 
Cockinga werd in 1711 gildrechtsheer in Groningen en vervulde deze functie meerdere malen in de jaren erna. In 1721 werd hij benoemd tot  secretaris van de Staten van Groningen en vervulde deze functie tevens voor Gedeputeerde Staten van Groningen. In dezelfde periode, van 1721 tot 1727, was hij secretaris van de curatoren van de Hogeschool van Groningen. Hij overleed op 15 of 16 februari op 40-jarige leeftijd in zijn woonplaats Groningen. Zijn zoon Joseph werd kapitein van het eerste bataljon van het lijfregiment van de Prins van Oranje, landschrijver van de beide Oldambten, raadsheer van Groningen, provinciaal rekenmeester en lid van de Staten-Generaal.